# Tramvajová doprava v Chotěbuzi

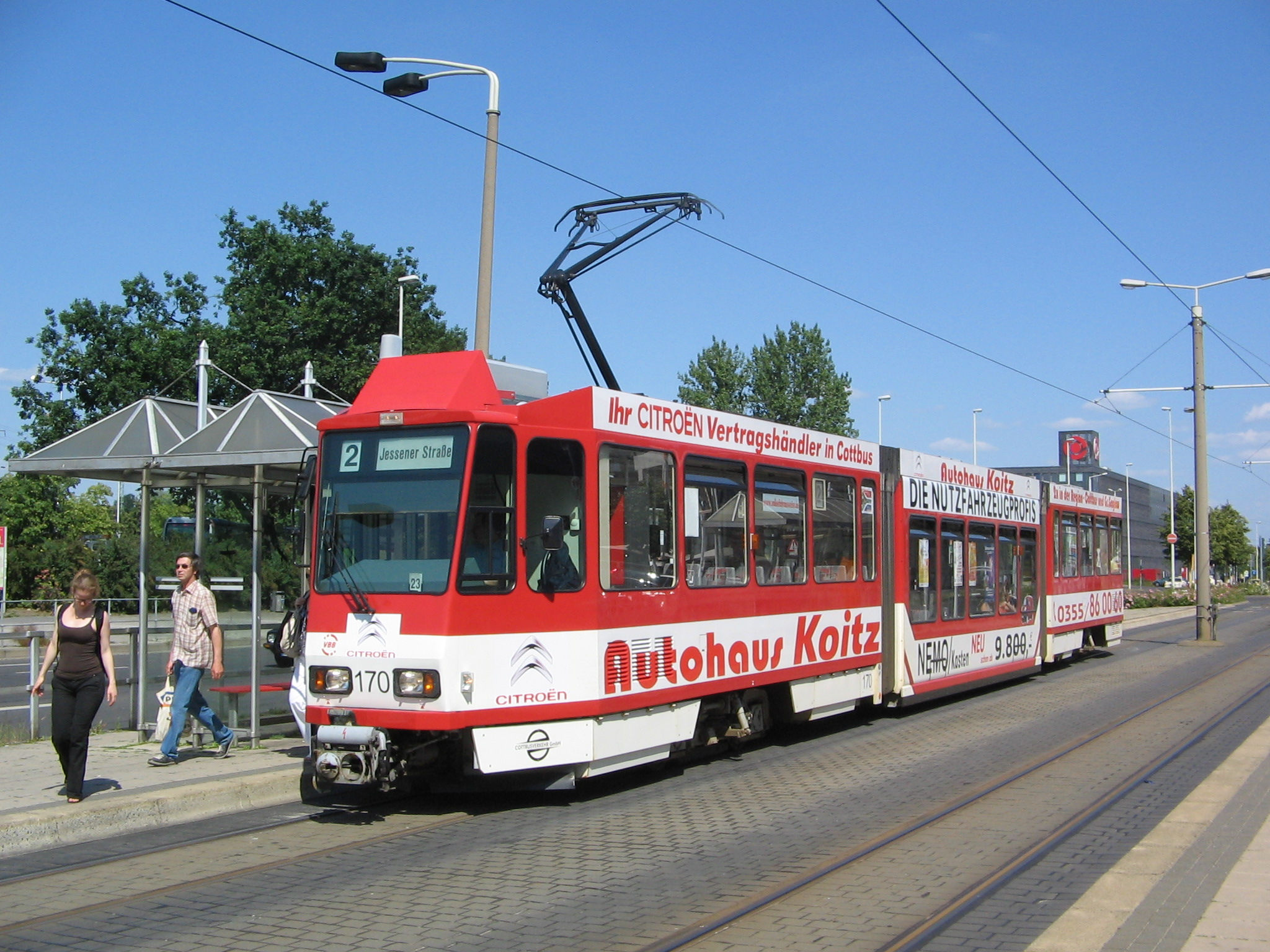
Vůz KTNF6 v Chotěbuzi

Schéma tramvajových linek v roce 2019

Tramvajovou dopravu v Chotěbuzi (Německo) provozuje podnik Cottbusverkehr, jehož linky jsou začleněny v integrovaném dopravním systému Verkehrsverbund Berlin-Brandenburg (VBB).

## Historie

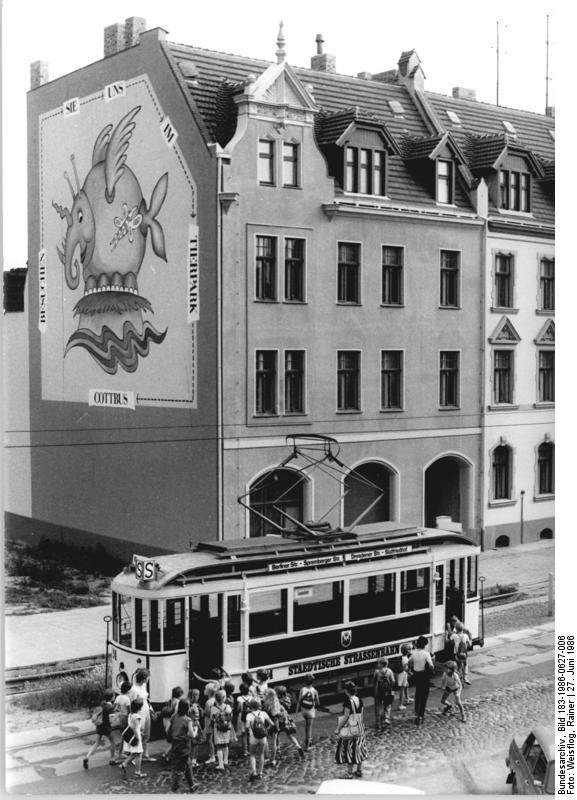
Jízda historické tramvaje z roku 1926 v roce 1968

První pokusy o zavedení veřejné dopravy v Chotěbuzi začaly roku 1893, tehdy lužickosrbský povozník Josew Klopzynsky začal provozovat pravidelné omnibusové spoje mezi nádražím a městskou částí Sandow. Poté, co byla roku 1900 postavena v Chotěbuzi elektrárna firmou Siemens-Halske, začala se prosazovat i stavba sítě elektrických tramvají. První dvoukilometrový úsek byl pro veřejný provoz otevřen 18. července 1903. Tramvaje se dále rozvíjely a přežily i obě světové války. Významným datem v dějinách chotěbuzských tramvají je z českého pohledu 22. prosinec 1978, tehdy do města dorazily první tramvaje KT4D české výroby, které postupně nahradily starší vozy východoněmecké výroby.
Po znovusjednocení Německa chyběly v Chotěbuzi nízkopodlažní vozy. Dopravní podnik se rozhodl řešit situaci dosazením středního nízkopodlažního čtyřnápravového článku a náhradou původních trakčních motorů silnějšími. Pro vzniklé vozy se v Německu používá označení KTNF6 (v ČR také KT6NF). Podobným způsobem postupovaly následně dopravní podniky ve městě Brandenburg an der Havel a v estonské metropoli Tallinn. Chotěbuz by měla být pravděpodobně jediným městem v Německu, kde jezdí výhradně nízkopodlažní tramvaje, velmi blízko k tomu mají také Drážďany, kde starší tramvaje klasické stavby T4D jezdí pouze na posilové lince E3. Roku 2024 započaly dodávky 22 nízkopodlažních kloubových vozů Škoda 47T.
V říjnu 2019 byly v provozu čtyři tramvajové linky:
- 1: Schmellwitz / Chmjelow – Hauptbahnhof / Głowne dwórnišćo
- 2: Jessener Str. / Jaseńska droga – Sandow / Žandow
- 3: Ströbitz / Strobice – Madlow / Módłej
- 4: Neu-Schmellwitz / Nowy Chmjelow – Sachsendorf / Knorawa